# Luochuan

Lage des Kreises Luochuan auf dem Gebiet der bezirksfreien Stadt Yan’an

Luochuan (洛川县,  Luòchuān Xiàn) ist ein Kreis der bezirksfreien Stadt Yan’an im Norden der Provinz Shaanxi. Er hat eine Fläche von 1.791 km² und zählt 201.663 Einwohner (Stand: Zensus 2020). Sein Hauptort ist die Großgemeinde Fengqi (凤栖镇).
Im Kreisgebiet liegt die Stätte der Luochuan-Konferenz (洛川会议旧址, Luòchuān huìyì jiùzhǐ) vom August 1937, und im Dorf Fucheng (鄜城村) der Großgemeinde Tuji (土基镇) befindet sich die Song-zeitliche Wanfeng-Pagode (万凤塔, Wàn fèng tǎ), die beide auf Liste der Denkmäler der Volksrepublik China stehen.